# Carpediemonas
A Carpediemonas az Excavata csoport Metamonada törzsének nemzetsége. Ide ostoros egysejtű eukarióták tartoznak, melyeket először a Nagy-korallzátony szubsztrátmintáiban fedeztek fel. A Carpediemonas megtalálható anaerob partközeli üledékekben, és baktériumokkal táplálkozik. Az Excavatára jellemző üreges sejtszája van. Más Metamonada-tagokhoz hasonlóan a Carpediemonas nem aerob mitokondriumokkal termel ATP-t, hanem hidrogenoszómákkal. Két ostora van: egy táplálkozásra használt hátsó és egy lassabban mozgó elülső. A Carpediemonas a Fornicata tagja, ahol hasonló élőlényekkel kutatják az Excavata fejlődését. Bár a Carpediemonas Metamonada-nemzetség, szabadon élő és 3 alapi teste van.

## Etimológia
A név 3 latin szóból ered: a carpe „élvez”, a die „nap” és a monas „egysejtű” szavakból. A név eredete a carpe diem (élvezd a napot) mondás az egyik szerző kevéssel a felfedezés előtt elhunyt feleségére emlékezve.

## Története
A Carpediemonast először Larsen és Patterson fedezték fel 1990-ben, akik korábban nem azonosított Percolomonasnak tekintették, és Percolomonas membraniferának nevezték el. Larsen és Patterson a Heterolobosea csoportba helyezték az élőlényt, mivel néha 4 ostora lehet, és longitudinális mélyedése lehet. Azonban nem találtak bizonyítékot arra, hogy a nem osztódó élőlényeknek 2-nél több ostoruk lehetne. A fajnak továbbá volt egy kis helye az ostoroktól nehezen megkülönböztethető szálakkal. Ekebom és társai 1996-ban az élőlény átkerült a Carpediemonas nemzetségbe a Nagy-korallzátonyban talált szubsztrátmintákból történt kimutatásuk után, ezt a Metamonasba sorolták. Továbbá a Carpediemonas frisia prokarióta közösséggel való metabolikus kapcsolatát is kimutatták: a C. frisia előemésztett molekulákat bocsátott ki, melyeket a baktériumok megemésztenek, a C. frisia a Deltaproteobacteria csoport baktériumaival hidrogénoxidáló képességük miatt él együtt.

## Élőhely, ökológia
A Carpediemonas anaerob partmenti üledékben található, ahol baktériumokkal táplálkozik. Együtt élhet a Cafeteria marsupialisszal ezen anaerob környezetekben.

## Leírás
Ekebom et al. (1996) szerint a Carpediemonas mintegy 5 (4-7,5) μm hosszú élőlény. Longitudinális bemélyedése van, mely a sejt majdnem egész ventrális oldalán át tart. Gyakran két nem egyenlő ostora van a ventrális mélyedés elülső oldalán, de lehet 3 vagy 4 ostora is. Az akronematikus hátulsó ostort táplálkozásra és a szubsztráthoz kötődésre használja, az elülső kevésbé gyors és söprő mozgást végez. Simpson és Patterson 1999-es tanulmányai részletesebben írják le az ostorokat, és leírják, hogy van egy ostor nélküli harmadik alapi test. A sejt dorzális oldalán mikrotubuláris legyező található, az elülső végen mikrotubuláris eredéssel. A ventrális oldalon a mélyedést a különböző ostoreredésekből kiinduló mikrotubulusok erősítik a ventrális mélyedést. Az elülső ostor 9+2 szerkezetű axonémáján kívül az elülső ostornak 3 kisugárzó lamellája van nagy elektronsűrűségű anyagból, melyek a szárnyak központi komponenseit alkotják. Az első az ostoreredés mögött van, és ventrális helyzetű. A második az elsővel ellentétes eredésű. A harmadik a harmadik szárnyat támogatja, mely távolabb van, és a másik kettőre merőlegesek. Mindhárom lamella hosszanti szakaszán az axonémára merőleges csíkok láthatók. A Carpediemonas egy tojás alakú elülső helyzetű maggal rendelkezik. A sejtmagvacska a mag közepe alatt található. Nincsenek mitokondriumai, ami a Metamonadára jellemző. Ehelyett – feltehetően anaerob mitokondriumokból származó – hidrogenoszómái vannak. Ezenkívül Golgi-diktioszómája van elöl, dorzális helyzetben és az ostortesttől balra. Az endoplazmatikus retikulum e nemzetségben főleg a sejt perifériája körül található. A citoplazma körül baktériumok anyagát tartalmazó emésztővakuólumok vannak. Ezenkívül 3 centriólum van a Carpediemonasban.

## Taxonómia
A Carpediemonas az Excavata tagja a csoportra jellemző sejtszáj miatt. Az Excavatán belül a Carpediemonas a Fornicata tagja. A Carpediemonas-szerű élőlények (CLO) lehetővé teszik az anaerob Excavata-fajok fejlődésének jobb megértését sejtvázuk jellemzőik és módosult mitokondriumaik kutatásával. Az Excavata evolúciós történetének megértésére használt CLO-k közé tartozik például a Kipferlia bialata. 2021-es kutatások szerint ez az élőlény képes az osztódásra néhány, a DNS-replikációhoz fontos fehérje nélkül.

## DNS-replikáció, kromoszómaszegregáció, ivaros szaporodás
Egy összehasonlító genomikát használó 2021-es tanulmány a DNS-replikációs és -szegregációs fehérjekomplementek mennyiségének jelentős csökkenését találta a Metamonadában, és kimutatta, hogy a C. membranifera és a C. frisia genomjai tovább redukálódtak. Ezek nem tartalmazzák az origófelismerő komplex (ORC) DNS-replikációs fehérjéit, a Cdc6-ot, a GINS komplex egyes tagjait, a DNS-polimeráz δ és ε egyes alegységeit, sok szerkezeti kinetochor-alegységet, egy mikrotubulus (+)-vég-követő komplexet és az Ndc80 komplex kromoszómaszegregációs tagjait. Az ORC és a Cdc6 fontosak a replikáció indításában és a licencelésben, hiányuk egy különleges, még le nem írt replikációindítási mechanizmusra utal. Az Ndc80 komplex hiánya alapján a kromoszómák mikrotubulusokhoz való kapcsolódásának mechanizmusa sem szokásos. A Carpediemonas az első isert eukarióta ilyen DNS-replikációs és -szegregációs módszerrel. Mivel a Carpediemonas szaporodik, szükség van a DNS-ük replikációjára, és már ismert hipotézis a replikáció kezdetére, de az bizonyítatlan. Ez a más fajokban jelenlévő folyamatok elemeit használja fel, de figyelembe veszi a Carpediemonas fehérjéit. Eszerint a replikáció replikációs origót nem igénylő Dmc1-dependens homológ rekombinációs mechanizmussal történik, és RNS:DNS hibridek mediálják. Nem ismert ivaros vagy paraszexuális szaporodás a Metamonadában. Azonban a tanulmány a fontos meiózisfehérjék megmaradását igazolta, valamint hogy a Carpediemonas-fajoknak a tmcB családból és a spermaspecifikus csatornaalegységek közt vannak homológjaik, ez utóbbit csak Opisthokonta és három másik protiszta esetén figyelték meg. E fehérjék megléte alapján az ivaros szaporodás kérdése a Metamonadában még nem ismert, és az sem, hogy ha igen, e fehérjék részt vesznek-e ebben, és mi a szerepük.

## Fordítás
Ez a szócikk részben vagy egészben  a   Carpediemonas című angol Wikipédia-szócikk ezen változatának fordításán alapul.  Az eredeti cikk szerkesztőit annak laptörténete sorolja fel. Ez a jelzés csupán a megfogalmazás eredetét és a szerzői jogokat jelzi, nem szolgál a cikkben szereplő információk forrásmegjelöléseként.